# Candidatura di Cortina d'Ampezzo per ospitare i VII Giochi olimpici invernali
La candidatura di Cortina d'Ampezzo per ospitare i VII Giochi olimpici invernali, detta anche Cortina d'Ampezzo 1956, fu una proposta ufficiale del Comitato olimpico nazionale italiano (CONI) al Comitato Internazionale Olimpico (CIO) per l'assegnazione delle Olimpiadi invernali del 1956 alla località veneta, che si concluse con il conferimento dell'organizzazione di quei Giochi all'Italia.

## Precedenti candidature
Il conte Alberto Bonacossa, d'accordo con le autorità sportive del tempo, incoraggiò l'Amministrazione comunale di Cortina d'Ampezzo a porre la propria candidatura già per i Giochi olimpici invernali del 1944; nel 38º congresso del Comitato Olimpico Internazionale del 1939, tenutosi a Londra dal 6 al 9 giugno, Cortina ottenne l'assegnazione di quei Giochi battendo le altre candidature, della norvegese Oslo e della canadese Montréal, ma lo scoppio della seconda guerra mondiale portò all'annullamento dell'evento.
Nel 1946 la FISI, convenuta a Milano, decise, con l'avallo della giunta comunale e del CONI, di riproporre una nuova candidatura ampezzana per ottenere i VI Giochi olimpici invernali del 1952; la presentazione fu affidata a una delegazione condotta sempre dal conte Bonacossa e Cortina d'Ampezzo venne battuta, per solo due voti, da Oslo.

## Storia della candidatura
La terza candidatura olimpica ufficiale di Cortina d'Ampezzo, in questo caso ad ospitare i VII Giochi olimpici invernali nel 1956, avvenne a inizio 1949, con la presentazione al CIO della richiesta da parte degli enti preposti: il 4 gennaio fu inviata la domanda dal sindaco di Cortina d'Ampezzo Angelo Ghedina, accompagnata il 12 febbraio da quella del Comitato Olimpico Nazionale Italiano, a firma del presidente Giulio Onesti e del segretario generale Bruno Zauli, nella quale veniva riportato che la Giunta Esecutiva dell'ente, nella seduta del 27 gennaio, appoggiava la candidatura della cittadina veneta.

## Assegnazione dei Giochi

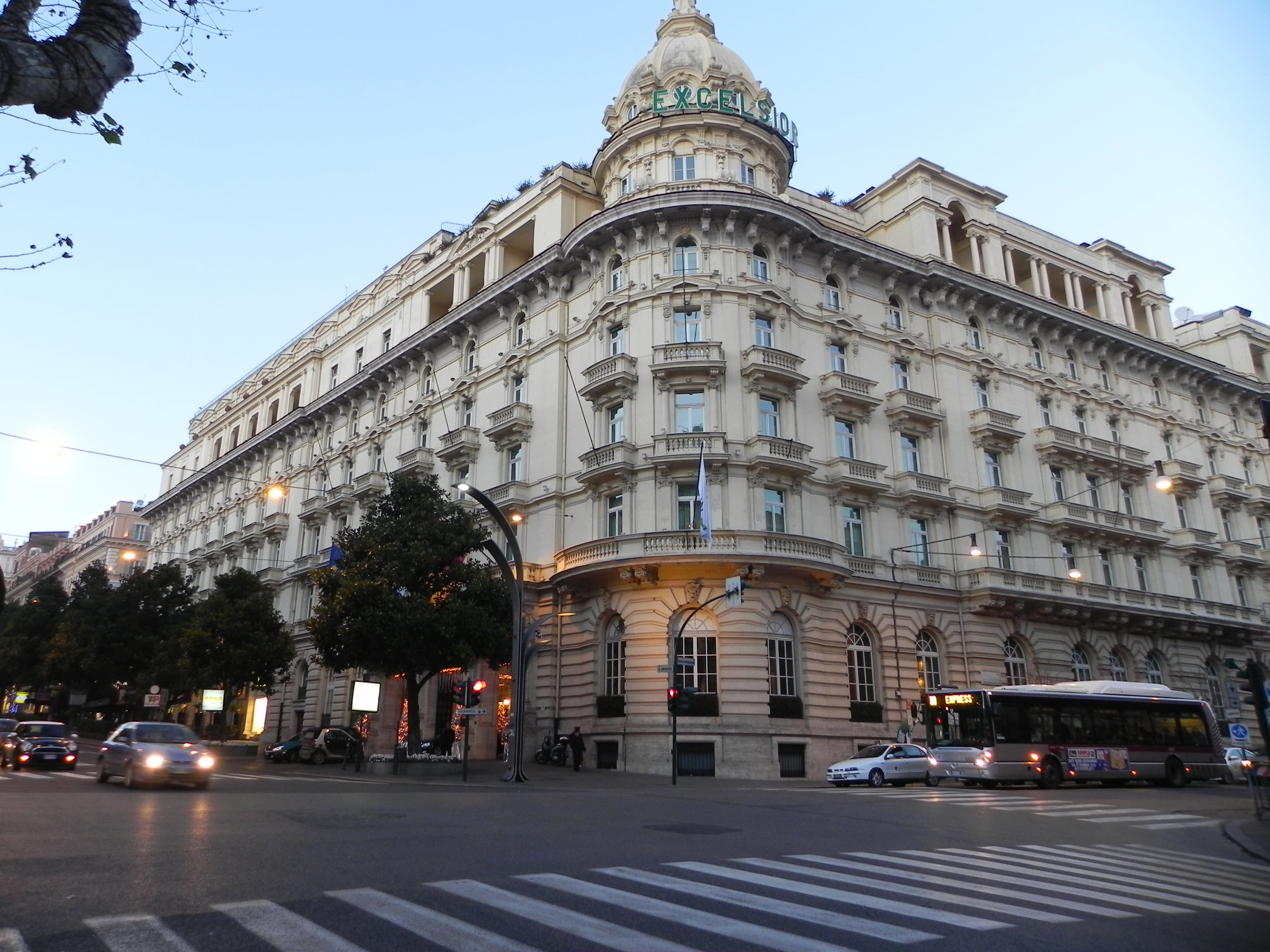
L'Hotel Excelsior a Roma, al cui interno furono assegnati dal CIO, nel 1949, i Giochi alla città di Cortina d'Ampezzo.

I VII Giochi olimpici invernali del 1956 furono assegnati il 27 aprile 1949, durante il 43º congresso del Comitato Olimpico Internazionale (CIO) svoltosi a Roma (nella stessa sessione venne selezionata anche la città che avrebbe ospitato i Giochi della XVI Olimpiade, sempre nel 1956, che fu l'australiana Melbourne). Nella sede congressuale, ospitata nei locali dell'Hotel Excelsior di Roma, vennero presentate quattro candidature: Colorado Springs (Stati Uniti), Cortina d'Ampezzo (Italia), Lake Placid (Stati Uniti) e Montréal (Canada).
La presentazione della candidatura di Cortina d'Ampezzo fu fatta dalla delegazione formata dal sindaco Angelo Ghedina, dal commissario tecnico della FISI Otto Menardi, dall'ex bobista Federico Terschak, dal consigliere Giuseppe Recafino, dal presidente del CONI Giulio Onesti e dal segretario generale dello stesso ente Bruno Zauli.
Alla prima votazione Cortina d'Ampezzo ottenne nuovamente, dopo il 1944, di poter organizzare i Giochi olimpici invernali nel 1956; la sua candidatura prevalse, molto nettamente, sulle altre.
Fu la terza volta che l'organizzazione di un evento olimpico venne affidata dal CIO all'Italia (dopo i Giochi della IV Olimpiade del 1908 assegnati a Roma ma disputati a Londra a causa dell'eruzione del Vesuvio del 1906 e i Giochi olimpici invernali 1944 assegnati sempre a Cortina e annullati a causa del perdurare della seconda guerra mondiale), ma sarà la prima edizione effettivamente svolta.
Successivamente Alberto Bonacossa, ex presidente del CONI e membro in carica del CIO apprezzato a livello internazionale (che con il conte Paolo Thaon di Revel si adoperò per conseguire l'assegnazione), ebbe a dire che influì sulla scelta di Cortina, da parte dei votanti, la posizione della zona e delle comunicazioni già esistenti, ma soprattutto la mostra creata all'interno dell'Hotel Excelsior, nella quale era stati riprodotti dei plastici in gesso delle Dolomiti, molto apprezzati.